# Once upon a Festival
Once upon a Festival  is een alternatief Belgisch muziek- en cultuurfestival evenement aan het kasteel van Laarne. Het vindt plaats op het tweede weekend van april en is het eerste openluchtfestival van het jaar. Op het festival staan lokale en internationale vernieuwers of vaandeldragers binnen een breed spectrum aan alternatieve muziekgenres. De eerste editie vond plaats in 2010 en trok over drie dagen 7500 toeschouwers. Het festival bestaat uit 4 podia: mind, body, soul en spirit. Het doel van elke editie van Once upon a Festival is om een totale kunstervaring aan te bieden en werkt altijd rond een specifiek concept.

## Podia

### Body
Op dit podium wordt onder andere elektronica, IDM, dubstep, breakcore, jungle, hip-hop, electro, techno en goa gespeeld. 

### Soul
Dit is het podium voor reggae, ska, gipsy, wereldmuziek, latin, postrock en progressive rock.

## 2010
De eerste editie van het festival vond plaats op 15-16-17 april 2010. Onder andere Focus, Chinese Man, Sabrepulse, E-mantra, X&trick ,Tropmanga, Toman, Sukilove, AedO, Les mecs du nord, DAT polotics, End.User, Bogdan Raczynski, gesmoyer, Piratescrew, Yani, Appstract en Stubborn traden op. Over de drie dagen hebben ongeveer 7500 festivalgangers Once upon a Festival bezocht.

## 2011
De tweede editie trekt het totaalconcept nog verder door. Naast Body Soul en Mind is er nu een vierde podium, Spirit. Op het Mindpodium komt kunst nog centraler te staan. Voor het eerst in België programmeert Once upon a Festival ook kwalitatief hoogstaande schouwburgproducties als Ivo Dimchev en Bl!ndman. Jan de Wilde treedt er op met een volledig klassiek orkest en in het uur van de literatuur wordt Nederlandse literatuur door auteurs en acteurs als Warre Borgmans en Ianka Fleerackers op een originele manier tot leven gebracht.